# Józef Wojciechowski (pilot)
Józef Joachim Wojciechowski (ur. 19 marca 1898 we Lwowie, zm. 30 czerwca 1943 w Chartumie) – kapitan pilot obserwator Wojska Polskiego, kawaler Orderu Virtuti Militari.

## Życiorys
Urodził się w rodzinie Władysława i Anny z d. Kuśnierz. W styczniu 1916 został powołany do armii austriackiej, w której służył do października 1918.
Wstąpił do odrodzonego Wojska Polskiego, gdzie 4 lutego 1920 roku otrzymał przydział do 6. eskadry wywiadowczej. W jej składzie walczył podczas wojny polsko-bolszewickiej. 9 sierpnia 1920 roku, w załodze z chor. pil. Józefem Cagaskiem, wykonał długotrwały lot wywiadowczy na trasie Brody – Leszniów – Beresteczko – Strzemilcze – Zawidcze – Łopatyn – Stanisławczyk – Kulików – Stojanów – Witków – Chołojów – Dmytrów – Radziechów – Iwanie Puste – Toporów. Na podstawie ich obserwacji wzmożonego ruchu taborów 1. Armii Konnej oraz rozlokowania biwaków oddziałów Armii Czerwonej w okolicznych lasach polskie dowództwo przewidziało zbliżającą się kolejną ofensywę Siemiona Budionnego. Należał do grona lotników, którzy wyróżnili się w zwalczaniu oddziałów 1. Armii Konnej podczas walk w dniach 16–18 sierpnia. W czasie najcięższych walk wykonywał po kilka lotów dziennie podczas których atakował z niskiej wysokości nieprzyjacielską konnicę bombami i ogniem karabinu maszynowego. Został przeniesiony do 5. eskadry wywiadowczej i w grudniu 1920 roku objął jej dowództwo. Tę funkcję sprawował do lutego 1921 roku. 28 lutego tego roku został zatwierdzony z dniem 1 kwietnia 1920 roku w stopniu porucznika w wojskach lotniczych w grupie oficerów byłej armii austro-węgierskiej.

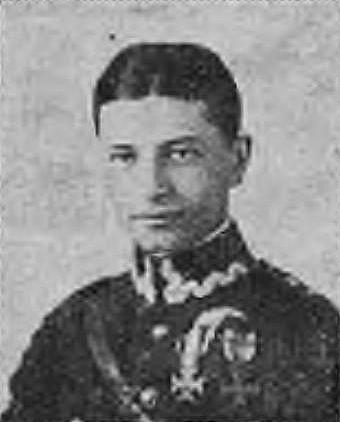
Józef Wojciechowski por. pilot-obs. (<1923).jpg

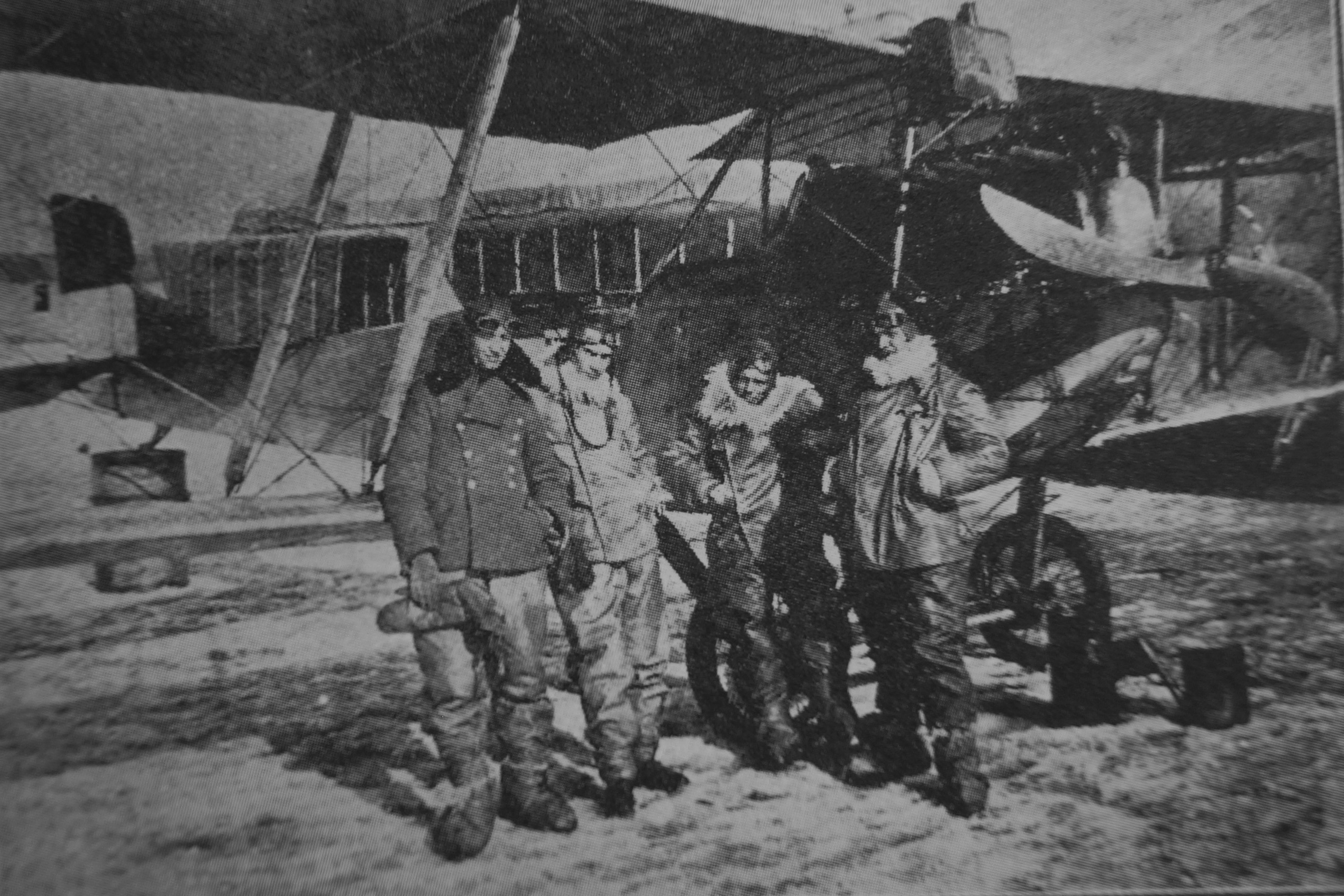
Lotnicy 6. eskadry wywiadowczej – por. obs. Józef Wojciechowski, sierż. pil. Stefan Małaczyński, ppor. pil. Stanisław Pietruski, ppor. obs. Tomasz Turbiak

Po zakończeniu działań wojennych pozostał w Wojsku Polskim. W sierpniu 1921 roku 5 eskadra wywiadowcza weszła w skład 2. pułku lotniczego w Krakowie, a Józef Wojciechowski objął jej dowództwo. 4 sierpnia 1923 roku wystartował w dorocznym Locie Okrężnym na trasie Warszawa – Lwów. W sierpniu 1925 roku wziął udział, pod dowództwem gen. Włodzimierza Zagórskiego, w drugim grupowym przelocie nad Alpami na dwudziestu sześciu nowo zakupionych samolotach Potez XV i Breguet XIX. Polscy piloci pokonali trasę z Paryża przez Włochy, Austrię i Czechosłowację do Polski. Następnie objął dowództwo eskadry szkolnej 2. pułku lotniczego. Od stycznia 1929 roku pełnił funkcję komendanta parku 2. pułku lotniczego. W 1930 roku objął dowództwo 61. eskadry liniowej. Pod jego dowództwem eskadra uczestniczyła w eksperymentalnych lotach nocnych. 2 listopada 1932 roku objął stanowisko dowódcy 63. eskadry towarzyszącej. W tym czasie nadzorował zmianę sprzętu eskadry z samolotów PZL Ł.2 na Lublin R.XIIIC. W lutym 1933 roku powrócił na stanowisko dowódcy 61. eskadry liniowej.
Po kampanii wrześniowej przedostał się do Wielkiej Brytanii, gdzie wstąpił do Polskich Sił Powietrznych. Otrzymał numer służbowy P-1456 i został przydzielony do brytyjskiej 1. Jednostki Dostarczającej Samoloty (ang. 1. Aircraft Delivery Unit) w Chartumie. 30 czerwca 1943 roku zginął w Chartumie podczas lotu samolotem Lockheed Hudson nr FK 618 pilotowanym przez st. sierż. Waleriana Wiktora Misiąga. Został pochowany na miejscowym cmentarzu (kwatera 6-D-5).

## Ordery i odznaczenia[16][17]
- Krzyż Srebrny Orderu Wojskowego Virtuti Militari nr 260[1] – 8 kwietnia 1921[18][19]
- Krzyż Walecznych (dwukrotnie)[20]
- Medal Lotniczy[21]
- Srebrny Krzyż Zasługi z Mieczami
- Srebrny Krzyż Zasługi (10 listopada 1928)[22][23][21]
- Polowa Odznaka Obserwatora nr 32 (11 listopada 1928)[24]